# Buddy (personnage)
Pour les articles homonymes, voir Buddy.
Buddy est un personnage des dessins animés de la série Looney Tunes, de la Warner Bros. Pictures. Ce personnage est né d'une mésentente entre Hugh Harman, Rudy Ising et le producteur Leon Schlesinger. Sans les deux premiers, Schlesinger n'avait plus de personnage, et il avait un contrat avec la Warner Bros. Ainsi, le producteur a engagé de nouveaux employés pour créer un nouveau personnage, Tom Palmer créera ainsi Buddy en 1933. Durant deux ans, il demeura l'un des personnages principaux des dessins animés de la Warner.
Buddy est en quelque sorte une reprise, ou un sosie, de Bosko, le précédent personnage de Harman et Ising.

## Filmographie
- 1933 : Buddy's Day Out
- 1933 : Buddy's Beer Garden
- 1933 : Buddy's Show Boat
- 1934 : Buddy the Gob
- 1934 : Buddy and Towser
- 1934 : Buddy's Garage
- 1934 : Buddy's Trolley Troubles
- 1934 : Buddy of the Apes
- 1934 : Buddy's Bearcats
- 1934 : Buddy's Circus
- 1934 : Buddy the Detective
- 1934 : Viva Buddy
- 1934 : Buddy the Woodsman
- 1934 : Buddy's Adventures
- 1934 : Buddy the Dentist
- 1935 : Buddy's Theatre
- 1935 : Buddy's Pony Express
- 1935 : Buddy of the Legion
- 1935 : Buddy's Lost World
- 1935 : Buddy's Bug Hunt
- 1935 : Buddy in Africa
- 1935 : Buddy Steps Out
- 1935 : Buddy the Gee Man